# Technomyrmex sundaicus
Technomyrmex sundaicus är en myrart som först beskrevs av Carlo Emery 1900.  Technomyrmex sundaicus ingår i släktet Technomyrmex och familjen myror. Inga underarter finns listade i Catalogue of Life.